# Хуситство
Хуситството е религиозно движение на хуситите, възникнало в хода на Реформацията през XV век в Бохемия.
Хуситите са последователи на Ян Хус, преподавател и проповедник от Прага, който открито изтъква несъгласията си със схоластичните догми на корумпираната Католическа църква и предлага реформа и подобрение в практикуването на християнската вяра. Убежденията му намират популярност и подкрепа в Бохемия, където католическата върхушка и прогерманската аристокрация съчетават репресивните си усилия за упражняване на властта над местните чехи.

## Произход
Реформаторите на християнската доктрина, последователи на Ян Хус не наричат сами себе си хусити. Те не възприемат себе си като изповядващи различна доктрина или секта, а като истински изпълнители на универсалното католическо верую, тъй като обратното би ги поставило като отцепници от старата вяра, а Хус и Йероним Пражки – като мъченици в борбата срещу нея. Идеологията на Хус обаче противоречи на общоприетата католическа доктрина и йерархия и поради това той и последователите му са низвергнати от Църковната институция. Тя се дистанцира от тях и ги обявява за еретици, срещу които трябва да се поведе кръстоносен поход. Папската институция заклеймява бохемските реформатори като подобие на Джон Уиклиф и неговите лоларди и ги нарича уиклифити от Бохемия или хусити. Това название се среща в документите едва след 1420 г., когато наречените по-късно хуситски войни са вече започнали.
За символ и знаме на хуситите се приема Бокалът на Якобел Пражки, последовател на Хус, който веднъж се обръща към множеството с цитат от евангелията:
| „ | Амин, амин, аз ви казвам: с изключение на тези, които са яли от плътта на Човешкия Син и са пили от кръвта Му, никой не ще да има живот в себе си. (Йоан 6:54) | “ |

:
Това изявление илюстрира популярния акт простолюдието да получи Бокала на причастието в ръцете си и всеки сам да се грижи за спасяването на душата си.

## Идеология
Реформацията илюстрира загрижеността относно изкривяването на Божиите послания от Римокатолическата църква относно оправданието на вярващия пред Бога и спасението в Исус Христос. Реформаторите предлагат за необходимо връщането към простотата на Евангелието и петте соли като устои на християнското упование.
Хусизмът прилага идеите на реформацията в Бохемия. Тезите на Хус се обединяват в Пражкия университет в следните точки:
Пражки тези
| „ | • Словото Божие следва да се разглежда свободно от християнските свещеници навред в Бохемското кралство и Моравското графство. • Към древното тайнство на Кръвта и Плътта Божии следва да се причестяват и възрастни, и деца, както е постановил Исус Христос. • Тези свещеници и монаси, които често се месят в светски държавни дела трябва да бъдат лишени от Божиите дарове, които в големи количества притежават и им пречат да изпълняват свещената си служба; и техните светски притежания следва да се възстановят нам, така че съобразно Евангелската доктрина и Деянията на Апостолите свещениците да са подчинени нам в нищета и да служат като дават пример за смирение на другите. • Всички светски грехове, наричани смъртни и всички нарушения на Божия закон следва да се наказват съобразно законите на държавата от страна на този, отговарящ за нея, така че да се измие от Бохемското кралство и Моравското графство представата, че търпят безредия. | “ |

Пражките тези намират обширна популярна подкрепа. Тезите са приети от някои важни клирици, сред които и пражкия архиепископ Конрад, поел върху себе си задачата да назначава утраквистки свещеници. По-късно, радикализирани от убийството на Хус, чешките реформатори отричат всякакво посредничество на свещеници в общението с Бог. Те затварят сградите на църквите и изхвърлят свещените съдове и утвар. Кръщават децата си с първата достъпна вода, отричат Чистилището и изповедта. Отричат авторитета на светците, отменят постите и църковните празници като ги заменят с делници. И се подготвят да защитят правото си.

## Хуситски войни
Ян Хус е призован да защити каузите си на Констанцкия събор, проведен през периода 16 ноември 1414 – 22 април 1418 г. Този събор има за основна цел да ликвидира папската схизма, но се оказва много подходящ момент за унгарския крал германеца Сигизмунд да заяви и да започне да реализира домогванията си до бащината си корона на Император на Свещената Римска империя. За тази цел му трябва подкрепата на папата и сериозна заслуга към Римокатолицизма. Двете цели са постижими за Сигизмунд – той протежира избора на нов папа (Мартин V) и се легитимира като противник на опасните чешки реформатори. Година по-късно със смъртта на брат му Вацлав Бохемски унгарския крал предявява законни претенции към короната на Свети Вацлав и скоро (1420 г.) Мартин V обявява кръстоносен поход срещу Бохемия, оглавен от Сигизмунд. Това осигурява на Сигизмунд трайна Римска подкрепа, кръстоносно геройство, Бохемския трон, а в крайна сметка и Императорската корона.
На събора в Констанц Хус въобще не е изслушан – развива се предначертан сценарий и той е съден като еретик. На 16 юли 1415 чешкият реформатор Ян Хус е изгорен жив. От кладата си той се провиква, че „...Бокала на паството ще се излее върху клириците...“.
И смъртта му отприщва вълна на недоволство в цяла Бохемия. Нетърпимостта спрямо ортодоксалните католици преципитира в Пражката дефенестрация и прогонването на немските студенти. Хуситските войни започват с открито неподчинение, при което въоръжени маси заменят католически свещеници с утраквисти и отнемат църковните поземлия, а по-късно това става и с открито избиване на монасите в манастирите и опожаряване на обителите. Последват пет кръстоносни кампании на папата и Сигизмунд, които обаче се разбиват в религиозния плам и дисциплинирания военен гений на Ян Жижка.
Хуситските войни продължават без определна сезонност през целия период 1419 – 1434. През първата фаза (Гражданска война в Бохемия) местните бохемско-германски романски лоялисти са тотално разгромени от новите бойни тактики на Жижка – мобилната фортификация и използването на огнестрелни оръжия. През 1420 – 1431 протича кръстоносната кампания – общо пет нахлувания в Бохемия на общо четвърт милион кръстоносци от всички източни херцогства на Свещената Римска империя. И тези опити на Сигизмунд да смаже хуситите са отблъснати самоотврежено, като по чудо, тъй като бохемците често са превъзхождани многократно по количество и качество на войници и въоръжение. Стига се до разпространение на хуситското въстание и дори Сигизмунд е нападнат при Нагишомбат, Северна Унгария. „Експортът на революция“ позволява на хуситите да стигнат до Балтийско море. Активността на Сигизмунд все пак е възнаградена с имперската корона (1433) и за да продължи действията си срещу новия враг на изток – османеца Мурад. Средства за нова кръстоносна кампания срещу Бохемия няма и срещу хуситите Сигизмунд е принуден да използва самите хусити – с края на кръстоносните походи изчезва и техният общ враг, а с това започва и дробенето на реформаторите на умерени и радикални фракции.

## Разделение и залез
Умерените хусити каликстинци, които обединяват дребни благородници, по-богати рицари и граждани, не издигат някакви други политически и обществени искания освен за секуларизация на църковните имоти и богослужене на чешки език. Лагерът на радикалните таборити (по името на крепостта Табор), включващ обеднелите рицари, по-бедните занаятчии и селяни, от своя страна настоява за създаване на свободни църковни общини без висша духовна йерархия и разпространява призиви за равноправие и борба с угнетителите. Оформят се и други самостоятелно действащи фракции като политически силния Пражки съюз, радикалите Сиротни таборити ,както и паралелни общини, представляващи известно възраждане на някои по-стари секти, като адамитите, валдензите, пикардците. Още през 1421 г. Жижка е принуден да се разправи с обособилите се общности на твърде крайните християнски фундаменталисти – адамитите. Отричащи всякаква земна собственост, те не носят дрехи по време на религиозните си церемонии и споделят съпругите си помежду си – практики, дистанциращи ги както от католиците, така и от таборитите. Жижка започва гонения на адамитите и изгаря няколкостотин от тях.
Бохемия е нееднородна и в географията на хуситската подкрепа – Табор и селските общини за радикалите, Прага - за каликстинците, Пилзен - за романските лоялисти; в Моравия хуситите имат други предводители, пак там е и твърдината на епископ Ян Литомишъл, най-яростният противник на хуситската идеология, известен като "железният епископ".
В периода на Гражданската война хуситите предлагат бохемската корона на полско-литовския крал Йогайла-Владислав, който дипломатично я отказва и не се конфронтира с кръстоносния си съюзник срещу османците Сигизмунд. Проводник на бохемските амбиции на Йогайла обаче става братовчед му Зикмунд Корибутович. Той е предложен за управител на Бохемия от умерените хуситски партии, но е отхвърлен от таборитите, верни на Жижка. Избухва война между фракциите, като таборитите са спрени пред Прага от дипломатическото пратеничество на Ян Рокицана, съумял да изглади противоречията. Обединени, хуситите потеглят срещу Моравия, но по време на тази експедиция умира Ян Жижка и настъпва пълна дезинтеграция на хуситското войнство. Католицизмът обаче няма останали военни средства срещу тях. Изтощени от войните, чехите също са близо до компромис. Последват срещите в Базел и Прага, които преразглеждат Пражките тези и се спират на компромисните Пражки Компактати. Според тях само възрастните бохемски хусити могат да практикуват веруюто си под ръководството на утраквистки свещеници и под върховенството на папата. Това е неприемливо за радикалните хусити. През 1434 г. каликстинците и католическите лоялисти обединяват силите си и разгромяват таборитската войска в битката на Чешки брод. Умерените признават Сигизмунд Люксембургски за крал на Чехия на 23 август 1436 г.

## Последствия
В резултат на поражението на революционното хусистко движение, в Чехия е установен съсловен строй с надмощие на шляхтата. Католицизмът е реинституционализиран, Чехия и до днес е предимно католическа. Хусизмът не изчезва напълно, хуситът-крал Иржи го обединява в каликстинската утраквистка форма до 1468 г. Протестантите от Моравската църква се смятат за наследници на хуситите и по-конкретно на оцелелите след Липан таборити. Програмата на Ян Хус, в която той проповядва обществено равенство, не е осъществена.
- Хусиска проповед, автор: Карл Фридрих Лесинг
- Хуситите обсаждат Карлжщин, автор: Венцеслав Черни
- Хусити отбраняват проход, автор: Ярослав Чермак
- Хуситски табор,
 автор: Миколаш Алеш
- Втората Пражка дефенестрация,
 автор: Карел Свобода
- Чехите на Балтийско море,
 автор: Хуго Шюлингер